# Bebe Água
Bebe Água é um povoado da cidade de Sapeaçu, município brasileiro do estado da Bahia. De acordo com o Censo Demográfico de 2022, o município conta com 17.963 habitantes.